# دام اهلی بی‌شاخ

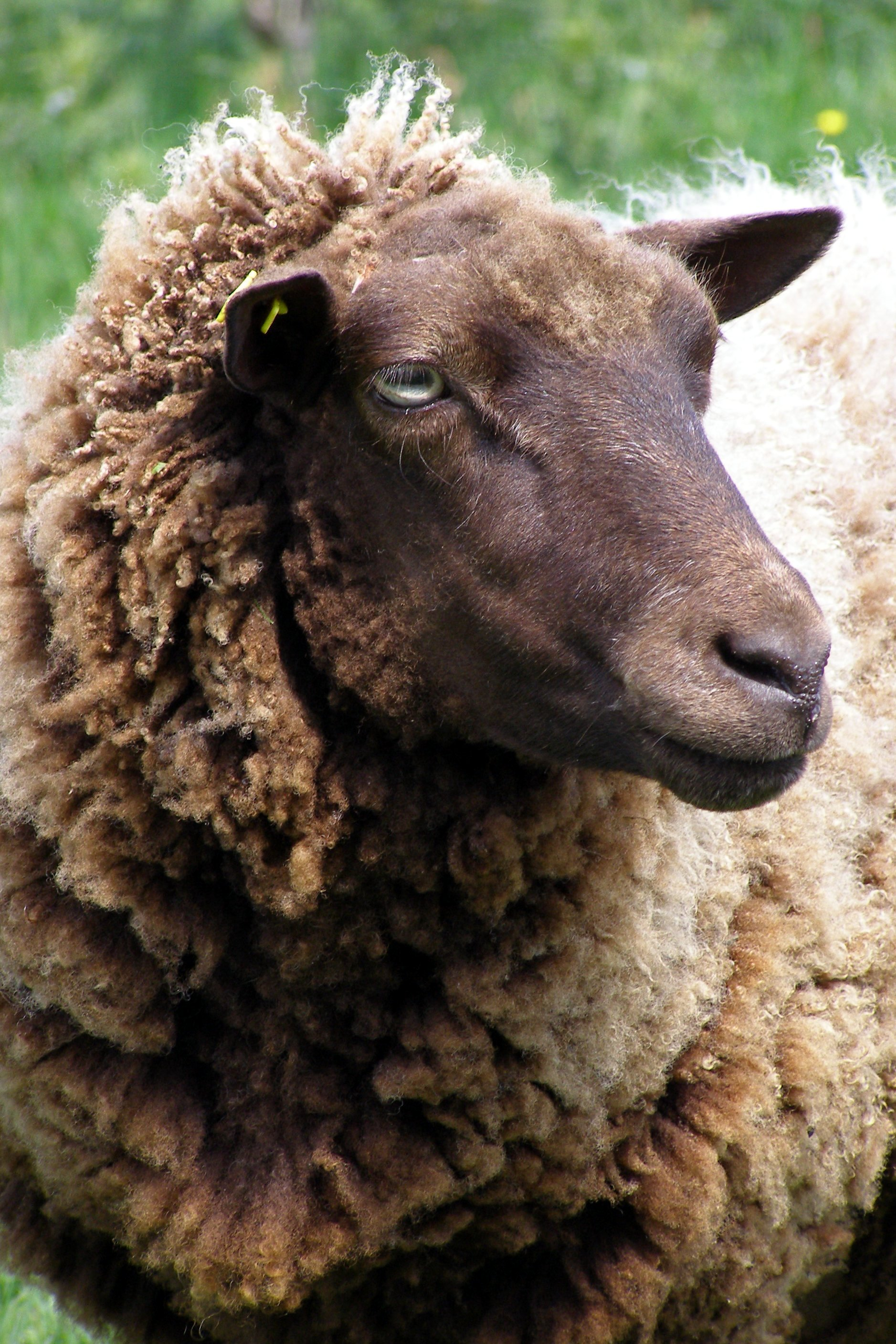
این میش شتلند به‌طور طبیعی بی‌شاخ است

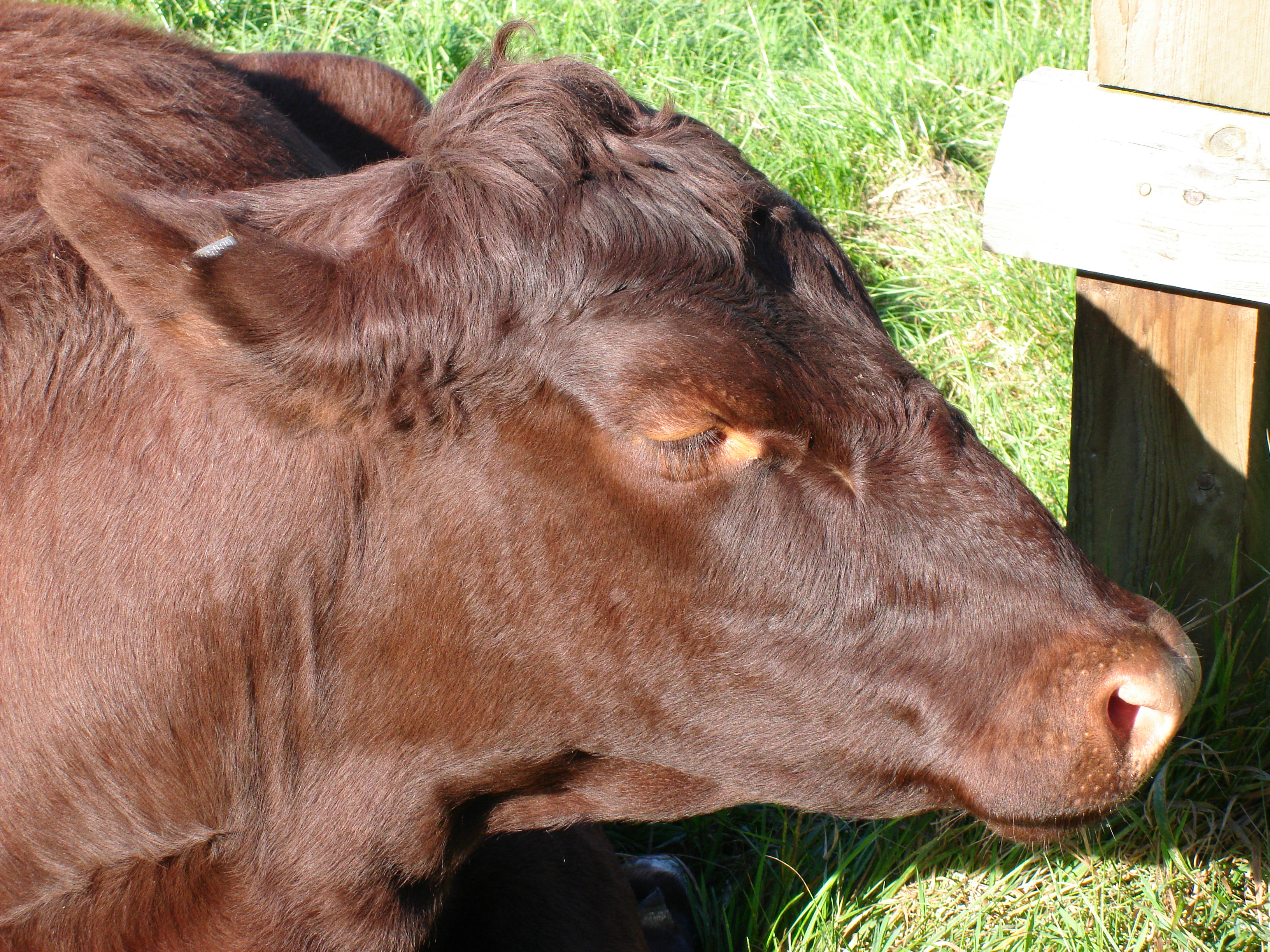
گاو نر بی‌شاخ

دام‌های بی‌شاخ (به انگلیسی: Polled livestock) دام‌های بدون شاخ در گونه‌هایی هستند که معمولاً شاخدار هستند. این اصطلاح هم به نژادها و گونه‌هایی اشاره دارد که به‌طور طبیعی از طریق زادگیری گزینشی بی‌شاخ می‌شوند و هم به جانوران شاخدار طبیعی که بی‌شاخ شده‌اند. بی‌شاخی طبیعی در گاوها، گاومیش‌ها، گاومیش‌های آبی و بزها رخ می‌دهد و در این جانوران هر دو جنس را به‌طور یکسان تحت تأثیر قرار می‌دهد. در مقابل، در گوسفند، هر دو جنس ممکن است شاخ‌دار باشند، هر دو بی‌شاخی یا تنها ماده‌ها شاخ‌دار باشند. تاریخچه بی‌شاخی دام از ۶۰۰۰ سال پیش از میلاد آغاز می‌شود.